# Crvena Crkva
Crvena Crkva (srbsky Црвена Црква, maďarsky Vöröstemplom) je vesnice nacházející se v severovýchodní části Srbska, administrativně spadající pod opštinu Bela Crkva v autonomní oblasti Vojvodina, v regionu Banátu a při hranici s Rumunskem. V roce 2011 zde žilo 666 obyvatel, počet obyvatel vsi od roku 1961 mírně klesá. Obyvatelstvo je v drtivé většině srbské národnosti. Ačkoliv se obec nachází v blízkosti sídel, které kolonizovali v minulosti Banátští Češi, nežilo zde historicky více než několik desítek obyvatel české národnosti.
Vesnice se nachází na přirozeném dopravním tahu z města Vršac do města Bela Crkva (silnice č. 18) a stejně vedoucí železniční trati.
Obec vznikla krátce po Stěhování Srbů. Je poprvé připomínána pod názvem Črvena crkva k roku 1660. Spadala do tzv. Vojenské hranice. Crvena Crkva se objevuje již na mapách prvního vojenského mapování z konce 18. století, a to pod německým názvem Rothkirchen. Na pozdější mapě vojenského mapování druhého je uveden srbský název Ruć a vesnice má již pravidelnou uliční síť. Až do první světové války byla součástí Rakousko-Uherska a poté Jugoslávie.